# میروسلاو بودینوف
میروسلاو بودینوف (بلغاری: Мирослав Будинов؛ زادهٔ ۲۳ ژانویهٔ ۱۹۸۶) بازیکن فوتبال اهل بلغارستان است.